# Crimona grisalba
Crimona grisalba là một loài bướm đêm trong họ Noctuidae.